# Abbaye de Vicogne
Ne doit pas être confondue avec La Vicogne.
L' abbaye de Vicogne ou abbaye de Vicoigne ou Vicogne de Saint-Sébastien, est une abbaye fondée par le bienheureux Guy de Vicogne, ermite breton . en 1125 de l'ordre des Prémontrés, en Hainaut. Elle était située entre Arras et Saint-Amand-les-Eaux. Certaines sources évoquent sa présence à Raismes. Les chroniqueurs parlent aussi de la forêt de Vicoigne, qui semblait s'étendre à l'entour de Condé (Nord) ou qui pourrait correspondre selon Louis Ferdinand Alfred Maury à tout ou partie de l'actuelle forêt de Saint-Amand. En 872 l'abbé Hugues y  poursuivit les Normands, de concert avec Carloman.
Appelé d'abord Casa Dei par la construction d'un oratoire en bois puis Viconiensis, Viconiense,  Vincit omnia, Viconia, ensuite Vicogne du nom de la forêt où elle est bâtie.

## Historique
- 1125 : Alamn de Pont donne au prêtre anglais Guidonun - bienheureux Guy de Vigogne († 1147), disciple de saint Norbert -  la forêt de Vicoigne pour y construire un ermitage[6]. Il s'agit d'une forêt dont le périmètre est aujourd'hui mal appréhendé. Les chroniqueurs évoquent une grande forêt qui pourrait être une des reliques de la forêt charbonnière, et qui sera peu à peu réduite par les essartages agricoles, mais dont le nom est encore retrouvé sur la carte de Cassini (« Bois de Vicogne et de Saint Amand ») ;
- 1154 : une bulle du pape Adrien IV confirme à l'abbaye de Vicogne la possession de la terre d'Émerchicourt[7] ;
- Lors du siège de Tournai alors ville française, assiégée par les Anglais et Flamands, des troupes françaises de la garnison de Saint-Amand attaquent l'abbaye d'Hasnon puis traversent le bois de Raismes mais l'abbaye de Vicoigne résiste grâce aux archers de Valenciennes, les environs sont de suite déboisés et un large fossé creusé ;
- Vers 1440, les prémontrés de Vicogne restaurent l'abbaye Saint-Martin de Château-l'Abbaye ;
- Le 1er septembre 1792, l'abbaye est fermée sur ordre de l'Assemblée nationale législative[8].
- Le 7 mai 1793, le général Desponchès établit une fortification sur la plateforme de l'abbaye de Vicogne lors de la guerre contre l'armée autrichienne[9] ;
- À l'abbaye de Vicoigne se trouvait un atelier d'orfèvrerie.

## Prieurs et abbés
- Gérard siégea dit-on quarante-neuf ans comme abbé. Il est mentionné en 1164 dans la charte de Baudouin, comte de Hainaut[10].
- Raoul, de 1200 à 1204
- Gautier Guercetanus gouverna l'abbaye en tant qu'abbé pendant dix-huit ans et mourut en 1229[11]
- Jean de Prisches fut abbé de Vicogne de 1308 à 1311.
- Johannes Carlier, XVIe siècle
- Jérôme Bondu est abbé de Vicoigne en 1745[12].